# Oleksandr Dymytrenko
Oleksandr Dymytrenko (in ucraino Олександр Димитренко?; trasl. angl. Alexander Dimitrenko; Jevpatorija, 5 luglio 1982) è un pugile ucraino naturalizzato tedesco.
Soprannominato "Sascha" o "Baby Face", è stato campione EBU dei pesi massimi dal 2010 al 2011.

## Carriera professionale
Dymytrenko compie il suo debutto da professionista l'8 dicembre 2001, sconfiggendo lo statunitense Marcus Johnson per KO tecnico alla quarta ripresa.